# 62 Dywizja Piechoty (Imperium Rosyjskie)
62 Dywizja Piechoty Imperium Rosyjskiego (ros. 62-я пех. дивизия) – rezerwowa dywizja piechoty Imperium Rosyjskiego, okresu działań zbrojnych I wojny światowej.
Powstała z 13 Dywizji Piechoty z Sewastopola (7 Korpus Armijny, 8 Armia).

## Struktura organizacyjna
Lipiec 1914:
- dowództwo dywizji
- 245 Berdjański pułk piechoty
- 246 Bakczysarajski pułk piechoty
- 247 Mariupolski pułk piechoty
- 248 Sławianoserbski pułk piechoty